# بمب‌گذاری ۲۰۱۶ سماوه
بمب‌گذاری ۲۰۱۶ سماوه در ۱ مه چند حمله در مناطق شیعه‌نشین واقع در جنوب عراق به خصوص سماوه انجام شد؛ در سماوه دو ماشین بمب‌گذاری به صورت دوگانه منفجر شد و ۳۳ تن کشته و ۷۵ تن زخمی برجا گذاشت.